# Sophie Stuckey
Sophie Louise Stuckey (Camden, 1º marzo 1991) è un'attrice britannica.

## Biografia e carriera
Sophie Stuckey nasce a Londra, nel borgo di Camden, il 1º marzo 1991 e comincia a recitare a una scuola di teatro comunitaria. Il primo ruolo come attrice lo ha nel 2002, a 11 anni, nel film Hypnotica, mentre l'anno seguente interpreta la protagonista da piccola in Il profumo delle campanule, adattamento cinematografico del libro Ho un castello nel cuore di Dodie Smith. In seguito, recita in The Dark nel 2005 e in Le mie grosse grasse vacanze greche nel 2009.
Nel frattempo, nel 2004 fa il suo debutto in televisione nel film per la BBC Who Cares?, scritto e diretto da Ray Harrison Graham e prodotto da RedBird Productions; nel 2006 compare in un episodio della nona stagione de L'ispettore Barnaby, nel ruolo di Dora Southerly, una ragazzina che trova il cadavere di un uomo in una vecchia segheria.
Nel 2010 ottiene il ruolo di Summer Farley, protagonista della serie televisiva Summer in Transylvania, che la porta ad abbandonare gli studi di Politiche Globali e Relazioni Internazionali a Birkbeck, e prende parte a The Woman in Black con Daniel Radcliffe, in uscita nel 2012: nel film interpreta Stella Kipps, moglie defunta del protagonista che appare soltanto nei flashback o come fantasma. L'anno dopo entra nel cast della miniserie in due puntate The Reckoning, nella quale interpreta la quindicenne Amanda Wilson, figlia malata di cancro della protagonista.
Nel 2012 prende parte, nel ruolo di Jemma, al film horror Comedown di Menhaj Huda, che viene presentato il 4 ottobre 2012 al Grimmfest in anteprima mondiale. A dicembre 2012 viene annunciata tra le guest star della prima stagione della serie televisiva Il giovane ispettore Morse, trasmessa nel Regno Unito dal 14 aprile 2013. A gennaio 2013 è in due episodi della sedicesima stagione della serie televisiva Testimoni silenziosi, nel ruolo di Karen Masters, mentre a settembre interpreta Eva Harper nel quarto episodio della terza stagione di Vera.

## Filmografia

### Cinema
- Hypnotica (Doctor Sleep), regia di Nick Willing (2002)
- Il profumo delle campanule (I Capture the Castle), regia di Tim Fywell (2003)
- Gyppo, regia di Chloe Thomas – cortometraggio (2004)
- The Dark, regia di John Fawcett (2005)
- Le mie grosse grasse vacanze greche (My Life in Ruins), regia di Donald Petrie (2009)
- The Woman in Black, regia di James Watkins (2012)
- Comedown, regia di Menhaj Huda (2012)

### Televisione
- Who Cares?, regia di Ray Harrison Graham – film TV (2004)
- L'ispettore Barnaby (Midsomer Murders) – serie TV, episodio 9x06 (2006)
- Summer in Transylvania (Summer in Transylvania) – serie TV, 20 episodi (2010-2011)
- The Reckoning, regia di Jim O'Hanlon – miniserie TV (2011)
- Testimoni silenziosi (Silent Witness) – serie TV, episodi 16x05-16x06 (2013)
- Il giovane ispettore Morse (Endeavour) – serie TV, episodio 1x01 (2013)
- Vera – serie TV, episodio 3x04 (2013)

## Doppiatrici italiane
Nelle versioni in italiano dei suoi film, Sophie Stuckey è stata doppiata da:
- Gemma Donati in The Dark, Le mie grosse grasse vacanze greche
- Eleonora Reti in L'ispettore Barnaby
- Joy Saltarelli in Summer in Transylvania
- Isabella Benassi in Il giovane ispettore Morse
- Giulia Catania in Vera